# François Guichardin
Ne doit pas être confondu avec Lodovico Guicciardini.
Pour les articles homonymes, voir Guicciardini.

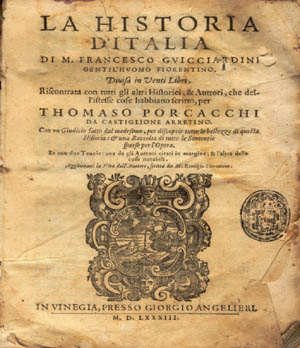
Storia d'Italia

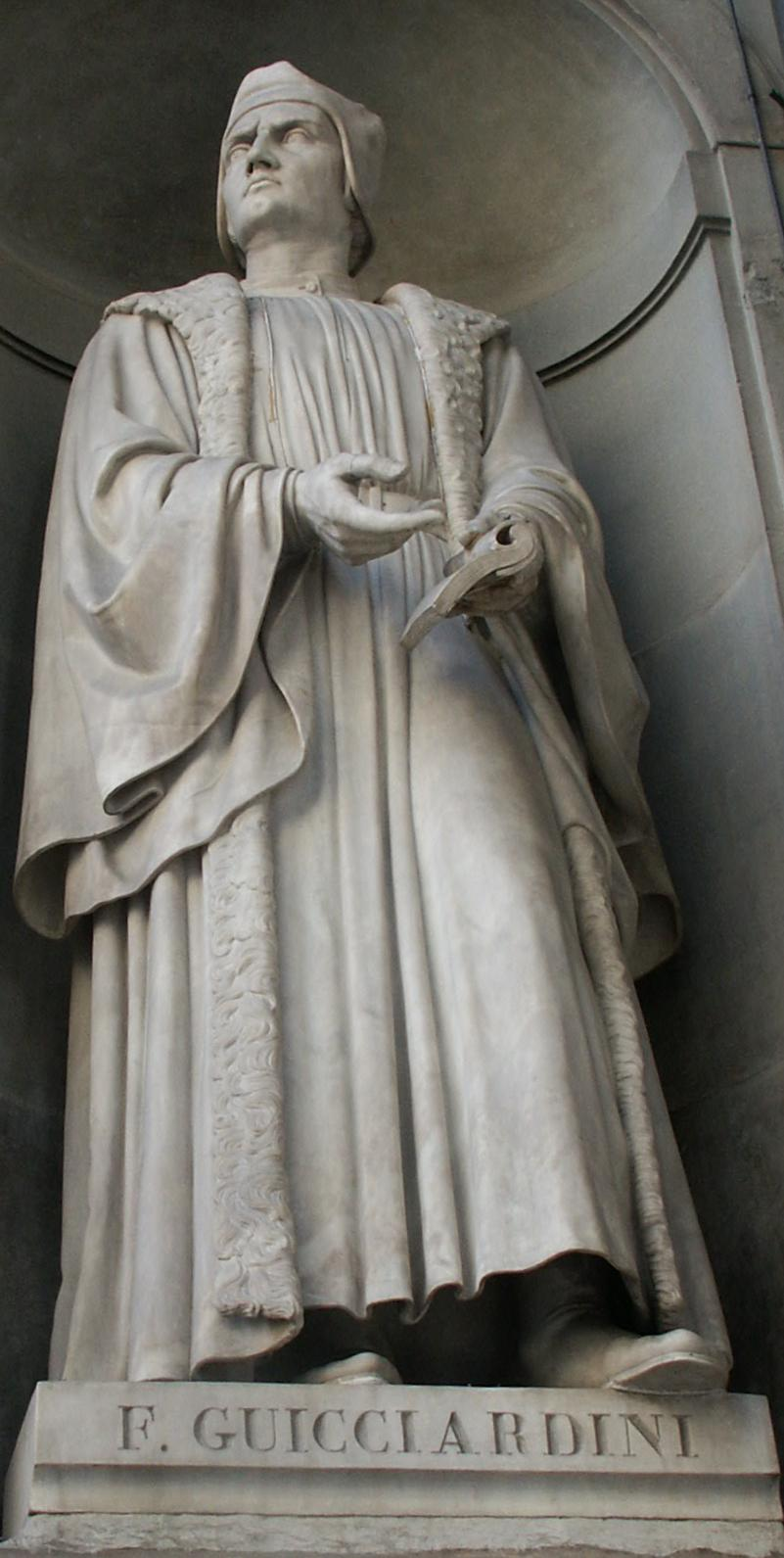
Statue de Guichardin au piazzale des Offices, Florence

François Guichardin ou le Guichardin (en italien Francesco Guicciardini, né le 6 mars 1483 à Florence - mort le 22 mai 1540 à Arcetri) est un historien, un philosophe, un diplomate et un homme politique florentin du XVIe siècle.

## Biographie
Francesco Guicciardini, dit Guichardin, naquit à Florence le 6 mars 1483, troisième fils de la famille Guicciardini, l'une des plus fidèles au gouvernement des Médicis. Après une formation humaniste initiale reçue au sein de sa famille, incluant la lecture des grands historiens de l'Antiquité (Xénophon, Thucydide, Tite-Live, Tacite), il étudia le droit auprès du célèbre Francesco Pepi. Après un séjour de deux ans à Ferrare, de 1500 à 1502, il poursuivit ses études de droit à Padoue, où les professeurs étaient d'un niveau supérieur. Revenu à Florence en 1505, il commença à y occuper des charges liées au droit civil, bien qu'il n'ait pas encore terminé ses études. Il soutint son doctorat en novembre de la même année en ius civile et commença sa carrière d'avocat.
C'est en 1506 que se conclut sa carrière académique, en parallèle avec son mariage avec Maria Salviati, fille d'Alamanno Salviati, d'une famille très engagée politiquement et adversaire déclarée de Pier Soderini, alors gonfalonier à vie de Florence. Ce mariage rencontra l'opposition de son père mais Guichardin n'en eut cure, son intention étant de poursuivre une carrière politique qu'il voyait comme grandement favorisée par le prestige dont jouissait la famille de sa femme.

### Débuts de sa carrière diplomatique et politique
Ce mariage lui sert effectivement de tremplin, lui garantissant une brillante et rapide ascension politique : l'aide de son beau-père lui vaut d'être nommé parmi les capitaines du Spedale del Ceppo, charge peu significative en soi mais prestigieuse en raison de la qualité des personnalités qui s'y trouvaient distinguées. En 1508, c'est lui qui est chargé d'instruire les poursuites contre le podestat Piero Ludovico da Fano et il entame l'écriture des Storie fiorentine et des Ricordi. Exactement 10 ans auparavant, soit en 1498, se concluent les Cronache forlivesi de Leone Cobelli, qui rapportent les prémices des événements qui opposèrent Catherine Sforza et César Borgia, dont Guichardin traite dans ses propres Storie, en raison des répercussions notables que ceux-ci ont sur la politique florentine.
En 1509, à l'occasion de la guerre contre Pise, il est appelé à rejoindre le gouvernement de la ville, obtenant, toujours grâce à son beau-père, l'avocature du chapitre de Santa Liberata. Ces progrès portent rapidement Guichardin à une carrière internationale et en 1511, il reçoit de la République florentine la charge d'ambassadeur en Espagne, auprès du roi Ferdinand II d'Aragon. Pour cette première mission diplomatique, de 1511 à 1513, il est chargé de faire en sorte que le roi d'Espagne accepte la fidélité de Florence à la France, ce qui sera rendu encore plus difficile par les changements politiques qui affectent Florence alors qu'il est en Espagne. La mission est finalement remplie, grâce à des correspondances parallèles entre le diplomate, son père et ses frères qui réussirent à combler les faiblesses et les réticences de la communication diplomatique officielle, et à tenir l'intéressé au courant de la situation internationale,. C'est de cette expérience qu'il tirera la Relazione di Spagna, une analyse lucide des conditions socio-politiques de la péninsule ibérique, ainsi que le Discorso di Logrogno, œuvre de théorie politique dans laquelle Guichardin soutient une réforme défendant le caractère aristocratique de la République florentine.

### Retour au service des Médicis
En 1513, il revient à Florence, où les Médicis ont repris le pouvoir depuis un an avec l'appui de l'armée hispano-pontificale. Ami de Machiavel, il lui vient en aide lorsque ce dernier perd son poste et il intervient en sa faveur auprès des nouveaux maîtres de la ville. Il a entretenu une correspondance suivie avec lui et a commenté, non sans polémique, son ouvrage Discours sur la première décade de Tite-Live (1529). Selon Artaud de Montor, il était plus favorable que Machiavel à un gouvernement oligarchique : « Il me paraît avoir bien deviné la prédilection de Guicciardini pour un gouvernement de magnats; le lieutenant du Saint-Siège avait été formé de bonne heure à cette école aristocratique : mais je ne pense pas qu'il soit bien certain que Machiavel aurait préféré absolument un gouvernement populaire sans populace. »
À partir de 1514, Guichardin devient un des Otto di Guardia e Balia (magistrats chargés de la police et de la justice criminelles) et l'année suivante, il entre au gouvernement où, grâce à ses services rendus aux Médicis, il devient avocat consistorial et gouverneur de Modène en 1516, avec l'élection au siège pontifical de Jean de Médicis, sous le nom de Léon X (1513-1521), dont il devient le conseiller. Son rôle de premier plan dans la politique émiliano-romagnole se renforce en 1517 lorsqu'il est nommé gouverneur de Reggio Emilia et de Parme, au moment précis du délicat conflit franco-impérial. En 1521, il est fait commissaire général de l'armée pontificale, alliée de Charles V contre les Français ; c'est pendant cette période qu'il développe l'expérience qui nourrira la rédaction de ses Ricordi et de la Storia d'Italia. À la mort de Léon X, en 1521, Guichardin s'oppose au siège de Parme, ce qu'il rapporte dans sa Relazione della difesa di Parma. Après l'élection au trône pontifical de Jules de Médicis, sous le nom de Clément VII, il est nommé gouverneur de Romagne, agitée par les luttes entre les puissantes familles de la région ; Guichardin y donne libre cours à ses dons diplomatiques remarquables.

### Echec de la Ligue de Cognac
La puissance écrasante de Charles Quint pousse le diplomate à faire campagne en faveur d'une alliance entre les Etats régionaux italiens et la France afin de tenter de sauvegarder l'indépendance de la péninsule. L'accord est signé à Cognac en 1526 mais tourne rapidement à l'échec ; c'est à cette époque qu'il rédige le Dialogo del reggimento di Firenze, en deux volumes écrits entre 1521 et 1526, dans lesquels il présente de nouveau son modèle de république aristocratique ; en 1527, la Ligue de Cognac subit une cuisante défaite et Rome est mise à sac par les lansquenets, tandis qu'à Florence les Médicis sont renversés et la république rétablie pour la troisième et dernière fois. Impliqué dans ces vicissitudes et considéré avec méfiance par les républicains en raison de son passé au service des Médicis, Guichardin décide de se retirer en exil volontaire dans sa villa de Finocchieto, dans les environs de Florence. Il y compose deux oraisons, l'Oratio accusatoria et la defensoria, ainsi qu'une Lettera Consolatoria, selon le modèle de l'oratio ficta, dans laquelle il expose les accusations portées contre lui en même temps qu'il les réfute, et feint de recevoir les consolations d'un ami. En 1529 il écrit les Considérations en réponse aux "Discours" de Machiavel sur la première décade de Tite-Live (Considerazioni intorno ai "Discorsi" del Machiavelli " sopra la prima deca di Tito Livio), dans lesquelles il réfute le pessimisme de son concitoyen. Il complète également la rédaction définitive des Ricordi.

### Dernières années
S'étant vu confisquer ses biens, il quitte Florence en 1529 pour retourner à Rome et se mettre de nouveau au service de Clément VII, qui l'envoie comme diplomate à Bologne. Après le retour définitif des Médicis à Florence (1531), il devient conseiller du duc Alexandre et écrit les Discorsi del modo di riformare lo stato dopo la caduta della Repubblica e di assicurarlo al duca Alessandro ; Il ne jouit toutefois pas de la même considération de la part du successeur d'Alexandre, Cosme Ier, qui le tient à l'écart. Guichardin se retire alors dans sa villa de Santa Margherita in Montici à Arcetri, où il passe les dernières années de sa vie, se consacrant à la littérature : il réorganise les Ricordi politici e civili, rassemble ses Discorsi politici et surtout, il réécrit la Storia d'Italia.
Il meurt deux ans plus tard à Arcetri en 1540 et est enterré dans le chœur de l'église Santa Felicita à Florence.
Il possédait le château de Poppiano, endommagé en 1529 pendant le siège de Florence.
Sa statue figure au piazzale des Offices de Florence, parmi les grands hommes toscans.

## Pensée politique
Guichardin est connu essentiellement pour sa Storia d'Italia, vaste fresque détaillée des affaires de l'Italie entre 1494 (année de descente du roi Charles VIII dans la péninsule) et 1534 (année de la mort du pape Clément VII) et chef-d’œuvre de l'historiographie de la première époque moderne et de l'historiographie scientifique en général. En cela, il s'agit d'un monument de la pensée italienne du XVIe siècle et plus particulièrement de l'école florentine des historiens philosophes (ou politiques), dont font partie également Nicolas Machiavel, Bernardo Segni, Jacopo Pitti, Jacopo Nardi, Benedetto Varchi, Francesco Vettori et Donato Giannotti.
Son œuvre démêle le filet entortillé de la politique des Etats italiens de la Renaissance avec patience et intuition. L'auteur adopte délibérément la position du spectateur impartial, du critique froid et curieux, obtenant d'excellents résultats comme analyste et penseur, même si sa compréhension des forces en présence dans le vaste cadre européen reste plus faible.
Guichardin est l'homme des programmes qui changent "selon la diversité des circonstances", et c'est pourquoi la discrétion est requise du sage (Ricordi, 6), c'est-à-dire la capacité de percevoir "d'un œil avisé et perspicace" tous les éléments qui permettent de déterminer la diversité des circonstances. La réalité n'est donc pas constituée de lois universelles et immuables comme pour Machiavel. Guichardin s'attache par ailleurs à un autre concept important, celui du particulare (Ricordi, 28; traduisible par particulier, médiéval pour individuel, spécial, opposable à l'universel) auquel le sage doit se tenir, c'est-à-dire à l'intérêt personnel dans son sens le plus noble comme pleine réalisation de l'intelligence et de la capacité propres à agir en faveur de soi-même et de l'Etat. En d'autres termes, le particulare ne doit pas s'entendre au sens égoïste comme une invitation à prendre en considération le seul intérêt personnel mais comme une invitation à considérer avec pragmatisme ce que chacun peut vraiment réaliser dans la situation donnée où il se trouve (sur ce point, il rejoint d'ailleurs Machiavel).
En nette polémique avec Guichardin sur certains passages de la Storia d'Italia, Jacopo Pitti écrivit l'opuscule Apologia dei Cappucci (1570-1575), en soutien à la faction des démocrates, surnommés les Cappucci.

## Jugement de l'Histoire et postérité
Guichardin est considéré comme le grand-père de l'historiographie moderne en raison de son emploi révolutionnaire des documents officiels pour appuyer les éléments de sa  Storia d'Italia.
Jusqu'en 1857, la réputation de Guichardin reposait sur la Storia d'Italia et sur des extraits de ses aphorismes. En 1857, ses descendants, les comtes Piero et Luigi Guicciardini, ouvrirent les archives familiales aux chercheurs et chargèrent Giuseppe Canestrini de publier les mémoires du glorieux ancêtre, en 10 volumes.
Entre 1938 et 1972, la publication de ses Carteggi contribua de manière déterminante à approfondir la connaissance de la personnalité de l'historien.

### Le jugement de Francesco De Sanctis
Francesco De Sanctis (1817-1883) n'avait pas de sympathie pour Guichardin et il ne se cachait nullement d'apprécier nettement plus Machiavel. Dans son Histoire de la littérature italienne, le critique napolitain mit en évidence de quelle façon Guichardin s'inscrivait certes dans la ligne des aspirations de Machiavel mais tandis que ce dernier agissait selon ses idéaux, l'autre en revanche "n'aurait pas levé pas le petit doigt pour les réaliser". Dans ce même ouvrage, De Sanctis déclare que “Le dieu de Guichardin est son particulare. Et c'est un dieu qui n'est pas moins absorbant que le Dieu des ascètes ou l’État selon Machiavel. Tous les idéaux disparaissent. Tout lien religieux, moral, politique, qui tient uni un peuple, est brisé. Il ne reste sur la scène du monde que l'individu. Chacun pour soi, envers et contre tous. Il ne s'agit plus là de corruption, contre laquelle on crie : c'est de la sagesse, une doctrine prêchée et inculquée, c'est l'art de la vie".
Un peu plus bas, il ajoute : "Cette base intellectuelle est la même que celle de Machiavel, l'expérience et l'observation, le fait et la "spéculation" ou l'observation. Le système n'est pas autre. Guichardin nie tout ce que Machiavel nie, et de façon peut-être encore plus tranchée, et il admet ce qui est le plus logique et le plus important. Puisque la base est le monde comme il est, il croit que c'est une illusion que de le vouloir réformer, et vouloir lui donner des jambes de cheval quand il a celles d'un âne, et il le prend comme il est et il s'y coule, et il en fait sa règle et son instrument".
Sous le romantisme, le manque de passions évidentes pour l'objet de l'œuvre était effectivement considéré comme un grave défaut, que ce soit envers le lecteur ou envers l'art littéraire. Ajoutons à cela que Guichardin vaut mieux comme analyste et comme penseur que comme écrivain : en effet, son style est prolixe, manquant de précision du fait de circonlocutions diluant le sens général de la narration. "Quelque objet qu'il touche, celui-ci est déjà à l'état de cadavre sur la table des autopsies".

## Publications

### Éditions deStoria d'Italia
Cet ouvrage retrace les principaux événements depuis 1490 jusqu'en 1534 en Italie. Ce livre eut un retentissement dans l’Europe entière et notamment auprès d’humanistes comme Jean Bodin et Montaigne ; il innove en mettant l’accent sur la recherche des causes des principaux événements historiques de son époque, ainsi que par sa vision de l’histoire en général.
- (la) Historiarum sui temporis libri viginti, ex italico in latinum sermonem nunc primùm & conuersi & editi  (trad. Caelio Secundo Curione), Basileae (Bâle), Petrus Perna & Henrici Petri, 1566 (lire en ligne [sur archive.org]).
- (la) Histoire d'Italie [« Storia d'Italia »]  (trad. du latin par Centre de recherche sur la pensée politique italienne (Saint-Cloud, Hauts-de-Seine)) (tome I : 1492-1513 ; tome II : 1513-1534. Éditeurs Jean-Louis Fournel et Jean-Claude Zancarini), Robert Laffont, coll. « Bouquins » (réimpr. novembre 1996), 1290 p..
- L'Histoire d'Italie  (trad. Hiérosme Chomedey), Paris, Bernard Turrissan, 1568 (lire en ligne [sur gallica]).
- Histoire des guerres d'Italie  (trad. de l'italien par Favre & Georgeon), t. 1 (1490-1508, 620 p.), 2 (1508-1522, 604 p.) et 3 (1522-1534, 476 p.), Londres, Paul et Isaac Vaillant, 1738 (lire en ligne [sur gallica]).
- (it) Storie fiorentine dal 1378 al 1509 (éd. Roberto Palmarocchi), Bari, Gius. Laterza & Figli, 1931, 442 p. (ISBN 9788817172332, OCLC 4767277, lire en ligne [sur it.wikisource.org]).

### Autres
- Plusieurs advis et conseils de François Guicciardin tant pour les affaires d'Estat que privées , traduits d'italien en françois, avec quarante et deux articles concernants ce mesme subject  (trad. de l'italien par Antoine de Laval), Paris, Robert Le Mangnier, 1576 (lire en ligne [sur gallica]).
- Avertissements politiques (Ricordi)  (trad. de l'italien par Jean-Louis Fournel et Jean-Claude Zancarini), Paris, éditions du Cerf, 1988.
- Ricordi. Conseils et avertissements en matière politique et privée  (trad. de l'italien par Françoise Bouillot et Alain Pons, préf. Alain Pons), Paris, éditions Ivrea, 1998, 211 p. (ISBN 9782851842336, OCLC 467029077).
- (en) Maxims and reflections of a Renaissance statesman (Ricordi) [« Ricordi politici e civili »]  (trad. de l'italien par Mario Domandi, préf. Nikolai Rubinstein) (p. 81-224 du vol. 1, Opere inedite di Francesco Guicciardini, ed. Guiseppe Canestrini, Firenze, 1857-1867, 10 vol.), New York, Harper & Row, 1965 (réimpr. Peter Smith (Gloucester, Mass.), 1970 ; Un. of Pennsylvania Press, 1972) (1re éd. 1963) (OCLC 949746, présentation en ligne).
- (en) Dialogue on the government of Florence [« Dialogo del reggimento di Firenze »]  (trad. de l'italien par Alison Brown), Cambridge University Press, 1994 (réimpr. 1999, 2002), 256 p. (ISBN 0521384508, DOI 10.1017/9781316160817, présentation en ligne).
- Considerazioni sui Discorsi del Machiavelli (1527-1529)
- Lettere, edizione critica a cura di Pierre Jodogne, Roma, Istituto storico italiano per l’età moderna e contemporanea, 1986-2008 (le dixième volume qui vient de paraître arrive au mois de juillet 1525).
- Memorie di Famiglia  (ISBN 978-1-4793-2384-5)
- (it) Diario del viaggio in Spagna (publié et illustré par Paolo Guicciardini), Florence, Le Monnier, 1932.
- (it) Diario del viaggio in Spagna ; Memorie di famiglia  (préf. Bruno Maier, éditeur Mario Spinella), Pordenone, Edizioni Studio Tesi, 1993 (ISBN 9788876924279, OCLC 489780797).
- (it) Ricordi, diari, memorie (éditeur  Mario Spinella. Contient : Memorie di famiglia ; Ricordanze ; Diario del viaggio in Spagna ; Ricordi), Roma, Ed. riuniti, coll. « Universale letteratura » (no 49), 1981 (OCLC 604437642).